# 黄新廷
黄新廷（こうしんてい、1913年–2006年）は、中国人民解放軍の将軍である。最終階級は中将。

## 生涯
かつての名前は黄新亭で、湖北省沔陽県の出身。中国共産党の優秀な党員、幾多の試練を乗り越えた共産主義の戦士、プロレタリア革命家、中国人民解放軍の優秀な軍事指揮員と政治工作指導者、中国人民解放軍高級将軍。1955年に中将階級、受賞二級八一勲章、一級独立自由勲章、一級解放勲章が授与された。1988年、受賞一級紅星功勲榮誉章。
1929年8月に中国共産主義青年団、1932年10月から中国共産党党員である。1928年の革命に参加し、人民解放軍の軍事学院仕事戦闘科を卒業、専門大学の学歴。1930年に入隊し、歴代の八路軍第120師358旅団716団長，120師358旅団副旅長、旅長，晋綏野戦軍358旅団旅長、西北野戦軍第358旅団旅長、西北野戦軍1師団の師団長，中国人民解放軍第1野戦軍第1軍1師団長、第1野戦軍第3軍、陸軍第3軍軍団長，陸軍第1軍軍長，中国人民志愿軍第19兵団第1軍軍長，成都軍区副司令官、司令官兼四川体委主任，中共四川省委常委，中共中央西南局委員，装甲司令官。2006年5月12日に北京で死去、享年94歳。
1985年9月中共全国代表大会、中共十三大それぞれ增选、当選を中央顧問委員会委員。